# Carmen Haderer
Carmen Haderer (...) è un'ex sciatrice alpina austriaca paralimpica, che ha rappresentato l'Austria nello sci alpino paralimpico ai Giochi paralimpici invernali del 1992 a Albertville e del 1994 a Lillehammer, dove ha vinto una medaglia di bronzo.

## Carriera

### Paralimpiadi 1992
Alle Paralimpiadi invernali del 1992 ad Albertville, in Francia, Haderer è arrivata quinta nella gara di slalom speciale (con un tempo di 1:34.47) e nel supergigante (tempo 1:26.23). Nello slalom gigante invece Haderer non ha ottenuto risultati notevoli. In tutte e tre gli eventi, ha gareggiato nella categoria LW3,4,9.

### Paralimpiadi 1994
Due anni più tardi, ai Giochi paralimpici invernali del 1994 a Lillehammer, in Norvegia, Haderer si è piazzata al 3º posto nella gara di slalom speciale categoria LW3/4, con un tempo ottenuto di 2:15.84. Sul podio anche Reinhild Möller, oro in 1:43.07 e Lana Spreeman, argento in 1:54.54). 
Haderer ha gareggiato anche nel superG categoria LW3/4 (posizionandosi quinta con 1:33.50, dietro a Reinhild Möller, Renate Hjortland, Lana Spreeman e Susanne Redel) e nello slalom gigante, senza però ottenere un buon risultato.

## Palmarès

### Paralimpiadi
- 1 medaglia:
  - 1 bronzo (slalom speciale LW3/4 a Lillehammer 1994)